# Gashapon

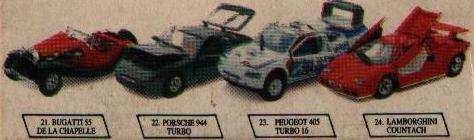
Instruções para um brinquedo de carro modelo em cápsula

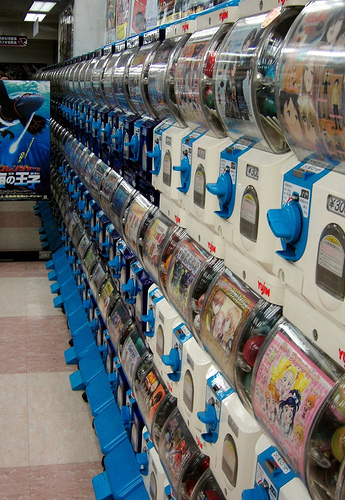
Máquinas gashapon

Os termos gashapon (ガシャポン) ou gachapon (ガチャポン) se referem a um tipo de máquina de venda automática muito popular no Japão que oferecem, em troca de uma ficha, bonecos feitos de plástico PVC, bastante detalhados e, às vezes, montáveis.
O nome surgiu de duas onomatopéias em japonês: gacha — giro da alavanca; e pon — o som do brinquedo ao cair. Os bonecos vêm dentro de pequenas cápsulas, muitas vezes também detalhadas e coloridas. Cada máquina é tematizada com personagens — ou monstros — de animês, mangás ou jogos de Video-game.
Colecionar gashapons se tornou uma febre no Oriente, durante a década de 1990, conquistando não só as crianças, mas também os adultos. Hoje em dia existem até mesmo máquinas proibidas para menores de 18 anos de idade, que contém bonecos de garotas nuas ou seminuas, em posições sexualmente explícitas.
Em Tóquio surgiram, também, lojas especializadas que vendem coleções completas de certas máquinas de gashapons, por um preço bem mais elevado que uma ficha, que custa em média 200 ienes. Essa é a única maneira, porém, que alguns colecionadores encontram para completar os seus conjuntos.

## Gashaponsno Brasil
Desde 2005, esses bonecos de plástico começaram a ser importados para o Brasil por preços bastante acessíveis. Inicialmente, eles eram encontrados somente em lojas especializadas, em São Paulo, ou em eventos de animação e cultura japonesa, mas logo se tornaram um sucesso por todo o país.

## Gashaponsvirtuais
A febre dos gashapons alcançou até mesmo os videogames. Um dos mais marcantes é o RPG Legend of Zelda: Oracle of Ages e Oracle of Seasons, onde é necessário recolher miniaturas nas denominadas gasha-trees. Em Mario Party 5 e Super Smash Bros. Melee, por outro lado, bem como o jogo Narutimate Hero, é possível comprar, colecionar e apreciar gashapons virtuais.
Em Kingdom Hearts II existe um tipo de Heartless chamado "Bulky Vendor", que foi baseado numa máquina de gashapon. Já em Sonic 3, o estágio especial se trata de uma gigantesca máquina de gashapon. Nos jogos Mega Man 4, Mega Man III e Mega Man IV, o inimigo Gachappon é um gashapon robô modificado para combate.
Muitos outros jogos, de diversos consoles, também apresentam referências ao universo dos gashapons, como:
- Mega Man X: Command Mission
- Resident Evil 4
- Killer 7
- MapleStory
- Shenmue
- SD Gundam Gashapon Wars
- The Legend of Zelda: The Minish Cap
- Brave Fencer Musashi

A distribuição de itens no estilo Gashapon foi adotada por muitos jogos online multiplayer massivos, particularmente aqueles que usam o modelo free-to-play como uma forma de transação premium feita com dinheiro real, muitas vezes garantindo acesso a itens exclusivos desse sistema. Exemplos são:
- No MMO MapleStory, o gashapon é usado como uma máquina de jogos de azar, onde os jogadores podem comprar com dinheiro real bilhetes que, quando usados no gashapon, permitirão ao jogador receber um item aleatório de valor aleatório.
- Da mesma forma, em Mabinogi, a loja premium vende itens gashapon que contêm uma variedade de itens do jogo que o jogador pode usar, como tintas ou armaduras, bem como itens exclusivamente coloridos e armaduras e roupas exclusivas.
- No jogo de 2020 desenvolvido pela Mihoyo, Genshin Impact, o sistema de Gacha é utilizado como a principal forma de obtenção de personagens, e armas dentro do jogo, distribuindo itens de maneira aleatória, utilizando a moeda do jogo, gemas essenciais, que são distribuidas gratuitamente por meio de tarefas feitas no jogo, ou podem também ser adquiridas por meio da compra com dinheiro real.[2]
- O MMO Cosmic Break usa uma máquina gashapon chamada "Garapon". Possui 5 raridades representadas pela cor da cápsula. O ouro é a maior raridade no jogo. No entanto, o Garapon é altamente polêmico devido ao preço e chance extremamente baixa de obtenção desses itens. Geralmente custa US $ 3–5 por rodada, como tal, devido a questões de raridade, há relatos de pessoas que tiveram que gastar centenas de dólares para obter apenas uma cápsula de ouro.
- No Second Life, muitas lojas administradas por usuários do jogo criaram seus próprios dispositivos no estilo gashapon, chamados "Gacha", que vendem objetos aleatórios em suas lojas.